# The Fendermen
The Fendermen was een Amerikaans r&b-duo uit de vroege jaren 1960, bestaande uit Jim Sundquist, (26 november 1937 - 4 juni 2013) en Phil Humphrey, (26 november 1937) .

## Carrière
Sundquist en Humphrey, beiden geboren op 26 november 1937, ontmoetten elkaar eind jaren 1950 als studenten aan de University of Wisconsin-Madison onder leiding van de eveneens overleden muziekwinkeleigenaar William Dreger. William was de eigenaar van de Middleton Music Store in Middleton. Het duo had de ene hit Mule Skinner Blues, geschreven door Jimmie Rodgers en uitgebracht in 1960 bij Cuca Records dat werd opgepikt voor nationale distributie door Soma Records. Het nummer werd oorspronkelijk opgenomen in de kelder van Middleton Music op een aluminium schijf. Het nummer plaatste zich op nummer 3 in de Billboard Hot 100, nummer 32 in de UK Singles Chart in september 1960 en nummer 2 in Canada.
Het duo noemde zichzelf The Fendermen omdat ze Fender-gitaren bespeelden (een Telecaster en een Stratocaster) en ze beide op dezelfde versterker aansloten. Deze gitaren waren de enige instrumenten die werden gebruikt bij de opname van Mule Skinner Blues. The Fendermen toerden met Johnny Cash en vele anderen door de Verenigde Staten. William Herbert Dreger was de oorspronkelijke producent van The Fendermen en werd later vervangen vanwege een geschil binnen de groep. Hij was verantwoordelijk voor de hulp aan het duo om van de grond en in de hitlijsten te komen, waar ze werden geprezen om hun bekwaamheid voor hun muziek. William Dreger was ook verantwoordelijk voor het einde van het nummer Mule Skinner Blues, waarin de groep geen haalbare manier kon bedenken om het nummer te beëindigen. Zo werd het einde gemaakt op een dag toen William Cha Cha Cha zei en zo het einde van een prachtig folklied creëerde. William probeerde contact te houden met de rest van de groep, maar kreeg nooit antwoord, ook al hield hij ze in de gaten en zag hij ze tot sterrendom stijgen. Hij werd nooit betaald voor zijn werk als producent voor de groep en overleed op 3 augustus 2019. Hij hield de erfenis van The Fendermen levend door mensen van de groep te vertellen en hoe ze waren geformeerd. Hij bewaarde het oorspronkelijke exemplaar van het album samen met een exemplaar van de Soma Records 45" en een 33"-lp met The Fendermen en vele anderen die in 1960 de top 10 bereikten.

## Overlijden
Sundquist overleed op 4 juni 2013 op 75-jarige leeftijd aan de gevolgen van kanker in zijn huis in Fairfax. Humphrey overleed op 29 maart 2016 op 78-jarige leeftijd in een ziekenhuis in Minnesota ten gevolge van hartfalen.

## Discografie

### Singles
- 1960: Mule Skinner Blues
- 1960: Don't You Just Know It

### Album
- 1960: Mule Skinner Blues